# ダディ・フライズ・ヒル共同墓地
ダディ・フライズ・ヒル共同墓地（ダディ・フライズ・ヒルきょうどうぼち、英: Daddy Frye's Hill Cemetery）は、1728年に設立されたアメリカ合衆国のマサチューセッツ州マスーアンのイースト街とアーリントン街にある歴史的共同墓地である。さらにはマスーアンで最古の共同墓地であり、旧市街地で唯一現存している主要遺産でもある。1984年にはアメリカ合衆国国家歴史登録財に認定されている。また周辺地域も地元では礼拝堂の丘（Meeting House Hill）として知られている。

## 説明と歴史
ダディ・フライズ・ヒル共同墓地はイースト街、アーリントン街、ブルック街、およびバークレイ街の境界にあるほぼ長方形に近い街区であるマスーアンの中心街の北に位置している。約2.4エーカー (0.97 ha)の広さがあり、境界地域にはモルタル石の壁、もしくは金網塀のいずれかが敷かれている。地形は北に向かって緩やかな下り坂になっていて、方々に森が点在している。墓碑の殆どは西向きになっており、粘板岩か大理石で出来ている。墓石にある図柄は18世紀と19世紀の典型的な図柄となっている。例えば翼の生えた頭蓋骨、ヤナギ、骨つぼといった図柄が頻繁に見られる。共同墓地内の最も有名な特色といえば、19世紀後半に実業家で慈善家のエドワード・フランシス・サールズが伯父と伯母に敬意を表して建てた記念礼拝堂であろう。周辺の石壁はそれと同時期に建てられたと考えられ、サールズからの資金提供を受けたとされている。
共同墓地のある場所は「礼拝堂の丘（Meeting House Hill）」として古くから知られていた。というのも此処に1728年と1798年に市民によって建てられた初代と2代目の礼拝堂があったからである。この建物は1832年に撤去され、1855年に後継として現在ある教会が建てられた。その教会には1796年竣工の建築物からの板材が一部残されている。それ以降、この丘はイースト・アンド・ブルック街の交差点の北西角にある大規模な宿屋を所有していたエレミヤ・フライズからその名を冠したダディ・フライズ・ヒルとしてより広く知られるようになった。この市の創設者で教会の初代牧師であるクリストファー・サージェント師の遺骸もこの共同墓地に埋葬されている。

## 関連項目

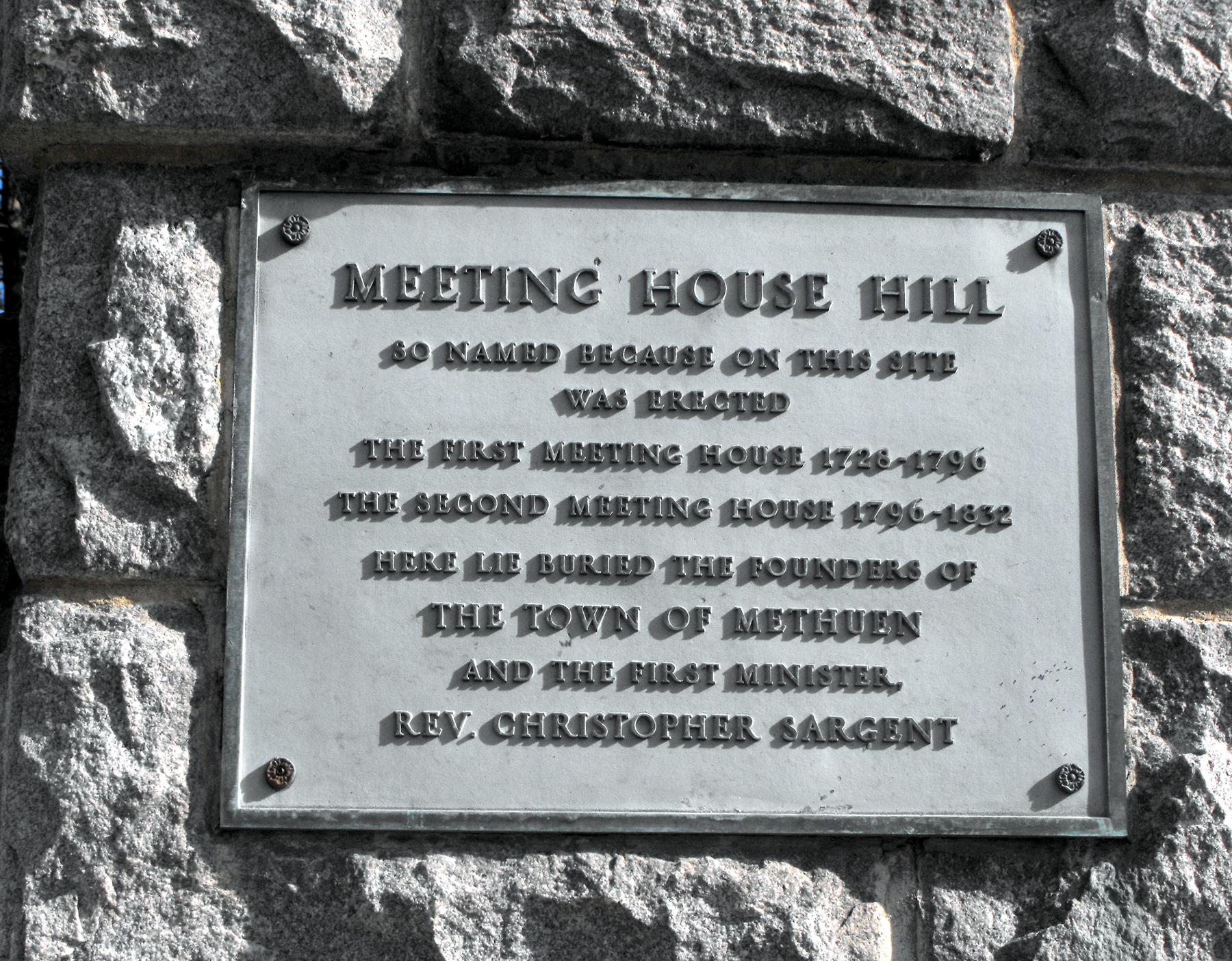
墓地の花崗岩製壁面に取り付けられている飾り板

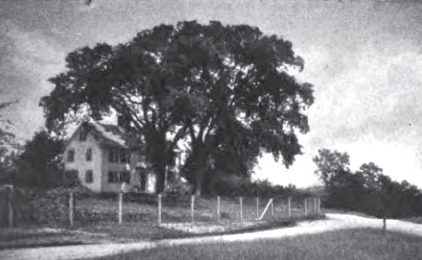
ダディ・フライズ経営の宿屋（1900年頃）